# Alessandro Bartolomei
Alessandro Adolfo Bartolomei (Anghiari, 15 luglio 1885 – ...) è stato un politico, chirurgo e militare italiano.

## Biografia
Iscritto al Partito Nazionale Fascista, militare di carriera e medico chirurgo, nel 1924 venne eletto deputato con 8 473 voti alla Camera del Regno d'Italia nella XXVII legislatura. Fu confermato deputato anche nella XXVIII legislatura.